# Lyø
Lyø är en ö i Danmark. Den ligger i Region Syddanmark, i den södra delen av landet, 170 km väster om Köpenhamn. Arean är 6,3 kvadratkilometer och det är 81 bofasta på ön (2020).
Terrängen på Lyø är mycket platt. Öns högsta punkt är 25 meter över havet. Den sträcker sig 2,6 kilometer i nord-sydlig riktning, och 3,4 kilometer i öst-västlig riktning.